# A Fall of Moondust
A Fall of Moondust (literalment, en català, Una caiguda de pols lunar) és una novel·la de ciència-ficció d'Arthur C. Clarke, publicada per primera vegada l'any 1961. Fou nomenada pel Premi Hugo a la Millor Novel·la, i fou la primera novel·la de ciència-ficció seleccionada per convertir-se en un llibre condensat de Reader's Digest.
Al segle 21, la Lluna ha estat  colonitzada, i està obert a  turistes que poden permetre's el viatge. Alguns d'ells es quedaran atrapats per un terratrèmol lunar. Podran ser rescatats?

## Trama
Al segle xxi la Lluna ha estat colonitzada i, encara que és un establiment de recerca, és visitada per turistes que es poden permetre el viatge. Un dels seus atractius és el creuer a través d'un dels mars lunars, anomenat "Mar de la Set", (situat al Sinus Roris) amb una pols extremadament fina, una pols molt més seca que el contingut d'un desert terrestre i que flueix gairebé com l'aigua, en comptes de la regolita comuna que cobreix la major part de la superfície lunar. Un "vaixell" especialment dissenyat anomenat Selene sura sobre la superfície de la pols de la mateixa manera que un jetski.
Però, en un creuer, un terratrèmol lunar provoca un col·lapse d'una caverna, alterant l'equilibri. A causa d'aquest fet, el creuer "Selene" s'enfonsa uns 15 metres per sota de la superfície de la pols, amagant el vaixell de la vista i atrapant-lo sota la pols. Immediatament hi ha problemes potencialment mortals per a la tripulació i els passatgers. El "Selene" enfonsat té un subministrament d'aire limitat; no es pot generar calor per escapar, les comunicacions són impossibles, i ningú més no està segur on s'ha perdut el creuer.. Com que el Selene s'escalfa i l'aire es torna gairebé irrespirable, el jove capità Pat Harris i la seva cap d'hostesses Sue Wilkins intenten mantenir els passatgers ocupats i psicològicament estables mentre esperen ser rescatats. Ells són ajudats per un capità i explorador retirat de la nau espacial, el comodor Hansteen, que viatja inicialment d'incògnit.
L'enginyer en cap Robert Lawrence és escèptic sobre el fet que es pugui muntar un rescat, fins i tot si es pot localitzar el "Selene". Està preparat per abandonar una recerca inicialment infructuosa, quan és contactat per Thomas Lawson, un astrònom brillant però excèntric que, des del seu punt de vista en un satèl·lit molt per sobre de la Lluna, Lagrange II, creu que ha detectat les restes d'una pista de calor a la superfície. S'organitza una expedició i Lawrence realment entra en contacte amb el Selene. No obstant això, l'entorn completament exòtic provoca nombroses complicacions imprevistes. La missió de rescat decideix enfonsar primer un tub que subministra oxigen a la Selene, en un esforç per guanyar temps per pensar en una manera de treure els passatgers. No obstant això, aquesta es converteix en una cursa contra rellotge, ja que la calor del Selene elimina el sistema de purificació de l'aire químic i els passatgers estan sent enverinats per una hipercàpnia. Per preservar l'aire, la majoria dels passatgers entren en un somni induït químicament, mentre que només Pat Harris i el físic Duncan McKenzie queden desperts. Just a temps, els equips de rescat aconsegueixen perforar un forat al sostre i lliurar un subministrament d'aire.
Un pla es posat en pràctica per salvar els passatgers de la Selene enfonsant diversos calaixos de formigó al sostre de la nau i tallant un forat. Quan el primer caixó s'enfonsa, el desastre torna a sorgir: els residus líquids dels passatgers havien estat expulsats fora de la nau, convertint la pols al seu voltant en fang, la qual cosa causa un forat més petit. El "Selene" s'enfonsa una vegada més, aquesta vegada només una petita distància, però decisivament, en un pendent. Els caixons no es poden connectar al sostre que ara està inclinat uns 30 graus. El subministrament d'aire i les comunicacions també s'han danyat. Després de restaurar aquests dos últims, es fa un nou pla per enfonsar els caixons, però ara la part inferior té un muntatge flexible connectat a ell que es pot muntar a la teulada inclinada del Selene. La missió de rescat funciona segons el pla: els caixons s'enfonsen, la pols s'extreu i es fa la connexió, però ara el temps s'acaba de nou. Quan s'han perforat els forats de subministrament d'aire, es trenca el doble casc del Selene i l'espai entre ells es va omplint lentament. El pols ric en metall va arribant a les bateries i els va provocant curtcircuits. Això fa que el compartiment de la bateria a la popa es cremi lentament. Els passatgers frenen la bretxa resultant, però la pols encara va entrant i hi ha un temor que el material cremant faci que el subministrament d'oxigen líquid exploti. Mentrestant, Robert Lawrence treballa a la zona de rescat: posa un petit explosiu per fer un forat al sostre. Just a temps, es fa el forat i els passatgers hi fugen. El capità Harris és l'últim a sortir, enterrat fins a la cintura en pols. Just quan està allunyat-se del creuer, l'oxigen líquid explota, destruint el Selene.
Un curt epíleg explica com Lawrence escriu les seves memòries, Pat Harris i Sue Wilkins estan casats. Pat Harris és el capità del Selene II en el seu primer creuer que també serà l'últim creuer per a Harris, ja que espera traslladar-se al servei espacial. Duncan McKenzie, un dels passatgers del creuer, es descriu com de descendència aborigen australiana. Un personatge diferent, Duncan Makenzie, amb pell "marró fosc" <!-veure paràgraf final de la història->, apareix a la novel·la posterior de Arthur C. Clarke Imperial Earth.

## Recepció
La revisora Floyd C. Gale de la publicació Galaxy Science Fiction va qualificar A Fall of Moondust amb cinc estrelles de cinc, lloant-la com "emocionant [i] astuta" i que "mesura al més alt nivell tots els seus esforços anteriors. Cap lloa pot ser més alta.

## Traduccions
- rus: Лунная пыль ('Pols lunar'), primera edició de 1965.
- serbi: Pad Mesečeve prašine ('Una caiguda de pols lunar'), 1990.
- Turc: Susuz Deniz ('Mar sense aigua'), primera edició de 1984.
- finès: Selene I, primera edició de 1976.
- eslovac: Mesačný prach ('Pols lunar'), primera edició N/A.
- búlgar: Лунен прах ('Pols lunar'), primera edició de 1975.
- japonès: 渇きの海 ('Mar seca'), primera edició de 1965
- suec: SOS från Månen ('SOS des de la Lluna'), primera edició de 1963. Segona edició, en 1976, SOS från törstens hav ('SOS des de la mar de la set')

## Informació de la publicació
- The Encyclopedia of Science Fiction and Fantasy.  Chicago: Advent, 1974, p. 101. ISBN 0-911682-20-1.